# Ramon Rufat Llop
Ramon Rufat Llop   (Maella, 1916 - Vilanova i la Geltrú, 1993) fou un anarcosindicalista català, agent dels serveis secrets republicans i lluitador antifranquista.

## Biografia

### Activisme anarcosindicalista
Poc abans de les eleccions de febrer de 1936 s'adhereix als Joventuts Llibertàries. Quan esclatà la guerra, es traslladà a Barcelona i s'integrà en la Columna Durruti de milicians de la Confederació Nacional del Treball (CNT). A l'octubre 1936, és un dels fundadors de "Els Fills de la Nit", un grup especial del Servei d'Informació Especial Perifèric (SIEP) als fronts d'Aragó. Va ser un dels 17 membres del grup més selecte de la Intel·ligència de la Segona República Espanyola. Va realitzar entre octubre de 1936 i desembre de 1938 més de 50 missions darrere de les línies feixistes a Aragó i a Catalunya, abans de ser denunciat i capturat per les tropes franquistes.

### Clandestinitat i resistència interior
Fou condemnat a dues penes de mort el 4 de març de 1939 per "espionatge" i per "perversitat". Després de diversos camps de concentració i simulacre d'afusellament, ell aconsegueix falsificar el seu expedient carcerari i sortir de la presó el 10 d'agost de 1944. Es va posar immediatament en contacte amb el Comitè Nacional del Moviment Llibertari (CNT, FAI, i FIJL). Ramon Rufat reorganitza les publicacions clandestines de la resistència interior del Moviment Llibertari. Després de l'arrest de Sigfrido Catalá Tineo, Rufat és elegit secretari general de la CNT. Va continuar la lluita revolucionària en la clandestinitat fins a ser detingut al mateix temps que tots els seus companys del Comitè Nacional el 6 d'octubre de 1945 a Madrid per la Brigada Político-Social franquista. Va ser condemnat aquesta vegada a 20 anys de presó, aconseguint la llibertat provisional el 1958 va escapar per començar una nova vida a França. En total, va ser empresonat durant gairebé 20 anys a Santa Eulalia del Camp, Calataiud, presó de Torrero, Yeserías, Alcalá de Henares, Ocaña, i El Dueso.

### L'exili i la protecció dels refugiats
A França, va treballar per a l'Oficina de Refugiats Polítics del Ministeri d'Afers Exteriors. Participa en la creació de les revistes Polèmica i Anthropos i publica en diverses altres revistes en francès i espanyol. Tornant a Barcelona el 1976, descobrirà que segons els arxius ha estat afusellat dues vegades. Tindrà molts problemes per reconèixer que, malgrat les seves activitats clandestines, segueix viu. Molts dels seus manuscrits, textos i memòries romanen inèdits o no traduïts encara que va obtenir el Primer Premi Juan García Durán sobre el manuscrit de les seves memòries.

## Publicacions
- La filosofía del yo y del nosotros (1958)
- En las prisiones de España (1966) 1a edició, Mèxic
- Entre los hijos de la noche (1986) Premi Juan García Durán
- Espions de la République (1990)
- La oposición libertaria al régimen de Franco (1993)
- En las prisiones de España (2003) Edició revisada i ampliada, Saragossa.